# Championnat d'Afrique des nations masculin de handball 1989
Navigation
Championnat d'Afrique des nations 1987 Championnat d'Afrique des nations 1991
La 8e édition du championnat d'Afrique des nations masculin de handball a eu lieu du 17 au 27 juillet 1989 en Algérie, principalement dans la Salle Harcha Hassen à Alger. Le tournoi a lieu en même temps que la compétition féminine et réunit les meilleurs nations de handball d'Afrique. 
Bien que les forfaits du Nigeria et du Tchad aient perturbé le calendrier de la compétition, l'Algérie s'impose en finale 18 à 17 face à l'Égypte tandis que la Tunisie glane la médaille de bronze. L'Algérie remporte son 5e titre consécutif de champion d'Afrique et obtient à cette occasion sa qualification pour le championnat du monde 1990.

## Présentation

### Qualifications
Les 5 premières équipes du Championnat d'Afrique 1987 sont qualifiées :
1. Algérie
2. Égypte
3. Tunisie
4. RP Congo
5. Angola

Elles sont accompagnées par les 4 équipes promues depuis le Championnat d'Afrique B 1988 :
1. Côte d'Ivoire
2. Nigeria
3. Maroc
4. Tchad

### Tirage au sort
Le tirage au sort de la compétition a été effectué à Tunis le vendredi 23 décembre 1988 lors du Championnat d'Afrique junior 1988 en présence de Christophe Yabo, secrétaire de la Confédération africaine de handball et d'autres responsables de la CAHB, :
- Poule A : Algérie, Tunisie, Angola, Maroc et Tchad ;
- Poule B : Égypte, Congo, Côte d'Ivoire et Nigeria.

Le Nigeria et le Tchad seront finalement forfaits.

## Phase de poules
Les résultats de la phase de poules sont,, : 

### Poule A
|   | Équipe  | Pts | J | G | N | P | Bp | Bc | Diff |
| - | ------- | --- | - | - | - | - | -- | -- | ---- |
| 1 | Algérie | 6   | 3 | 3 | 0 | 0 | 66 | 50 | 16   |
| 2 | Tunisie | 4   | 3 | 2 | 0 | 1 | 65 | 50 | 15   |
| 3 | Maroc   | 1   | 3 | 0 | 1 | 2 | 44 | 57 | -13  |
| 4 | Angola  | 1   | 3 | 0 | 1 | 2 | 60 | 78 | -18  |

| 17 juillet 1989 18h30 | Algérie               | 19 – 11  | Maroc                | Salle Harcha Hassen, (Alger) Arbitrage : N'Doye et Moussa |
| 17 juillet 1989 18h30 | Abdelhak Bouhalissa 5 | (10 – 5) | Guenoun et Adloune 3 | Salle Harcha Hassen, (Alger) Arbitrage : N'Doye et Moussa |

La feuille de match Algérie-Maroc est :
- Algérie : Zermani (GB), Boudrali (3), Akeb (1), Bouhalissa (5), Azeb, Bouchekriou (2), Hamiche (3), Bendjemil (2), Lecheheb (1), Benmaghssoula, Mohamed Seghir (2), Ouchia (GB). Entraineur : Mohamed Aziz Derouaz.
- Maroc : Belkacemi (GB), Boudjouni, Ait Aka, Bouhadioui, Nouri El-Bedrai (2), Benouta, El-Anbri (2), Guenoun (3), Kermiche (1), El-Djabri, Adloune (3). Entraineur : El-Aitouni et Adjbir.

| 18 juillet 1989 17h00 | Tunisie  | 19 – 14 | Maroc | Salle Ahmed Laaredj, (Boufarik) |
| 18 juillet 1989 17h00 | (11 – 8) |         |       | Salle Ahmed Laaredj, (Boufarik) |

| 19 juillet 1989 18h30 | Algérie           | 18 – 16  | Tunisie           | Salle Harcha Hassen, (Alger) Affluence : 7 000 Arbitrage : Moelle et M'Voula |
| 19 juillet 1989 18h30 | Brahim Boudrali 5 | (10 – 9) | Benkhaldi Jalal 6 | Salle Harcha Hassen, (Alger) Affluence : 7 000 Arbitrage : Moelle et M'Voula |

La feuille de match Algérie-Tunisie est :
- Algérie : Boussebt (GB), Ouchia (GB), Boudrali (5 buts), Akeb, Azeb (2), Douballah, Belhocine (4), Bouchekriou, Bouanik (3), Hamiche (2), Benmaghssoula (1), Mohamed Seghir (1).
- Tunisie : Benyagouta (GB), Naït El-Gaid (GB), Mouatemiri (1), Benkhaldi Jalal (6), Bensamir (2), Khalladi, Belhareth, (1), Zouabi (3), Fnina (1), Mecheméche, Laaribi (2). Entraineur : Adjelatti Lotfi

| 20 juillet 1989 18h30 | Algérie             | 29 – 23  | Angola        | Salle Harcha Hassen, (Alger) |
| 20 juillet 1989 18h30 | Djaffar Belhocine 8 | (12 – 5) | Paolo Bonzi 6 | Salle Harcha Hassen, (Alger) |

La feuille de match Algérie-Angola est :
- Algérie : Boussebt (GB), Belhocine (8 buts), Boudrali, Bouhalissa (1), Azeb, Bouchekriou (3), Bendjemil, Lecheheb (4), Benmeghsoula (3), Douballa (4), Bouanik (2), Zermani ? (GB)
- Angola : José Toni, Zito, Paolo Bonzi (6 buts), Bayzino, Jao Zino (5), Pirola (3), Victor Vitto (2), Peidro Abyodino, Dorati (1), Koni Costa (1), Jao N'Zadi (5), Adelino Peidroza. entraineur : Dieter Lienmann

| 22 juillet 1989 17h30 | Tunisie  | 30 – 18 | Angola | Salle Harcha Hassen, (Alger) |
| 22 juillet 1989 17h30 | (15 – 8) |         |        | Salle Harcha Hassen, (Alger) |

| 23 juillet 1989 16h00 | Angola   | 19 – 19 | Maroc | Salle Harcha Hassen, (Alger) |
| 23 juillet 1989 16h00 | (10 – 9) |         |       | Salle Harcha Hassen, (Alger) |

### Poule B
|   | Équipe        | Pts | J | G | N | P | Bp | Bc | Diff |
| - | ------------- | --- | - | - | - | - | -- | -- | ---- |
| 1 | Égypte        | 4   | 2 | 2 | 0 | 0 | 51 | 43 | 8    |
| 2 | RP Congo      | 2   | 2 | 1 | 0 | 1 | 46 | 43 | 3    |
| 3 | Côte d'Ivoire | 0   | 2 | 0 | 0 | 2 | 37 | 48 | -11  |

| 18 juillet 1989 18h30 | Égypte    | 25 – 24 | RP Congo | Salle Harcha Hassen, (Alger) |
| 18 juillet 1989 18h30 | (10 – 12) |         |          | Salle Harcha Hassen, (Alger) |

| 20 juillet 1989 17h30 | Égypte    | 26 – 19 | Côte d'Ivoire | Salle Harcha Hassen, (Alger) |
| 20 juillet 1989 17h30 | (11 – 11) |         |               | Salle Harcha Hassen, (Alger) |

| 23 juillet 1989 17h30 | Côte d'Ivoire | 18 – 22 | RP Congo | Salle Harcha Hassen, (Alger) |
| 23 juillet 1989 17h30 | (13 – 9)      |         |          | Salle Harcha Hassen, (Alger) |

## Phase finale
Les résultats de la phase finale sont :
|  | Demi-finales    | Demi-finales    |                        |    | Finale          | Finale          |
|  | Demi-finales    | Demi-finales    |                        |    | Finale          | Finale          |
|  |                 |                 |                        |    |                 |                 |
|  | 25 juillet 1989 | 25 juillet 1989 |                        |    | 27 juillet 1989 | 27 juillet 1989 |
|  | 25 juillet 1989 | 25 juillet 1989 |                        |    | 27 juillet 1989 | 27 juillet 1989 |
|  | Algérie         | 18              |                        |    | 27 juillet 1989 | 27 juillet 1989 |
|  | Algérie         | 18              |                        |    | 27 juillet 1989 | 27 juillet 1989 |
|  | RP Congo        | 13              |                        |    | 27 juillet 1989 | 27 juillet 1989 |
|  | RP Congo        | 13              | Algérie                | 18 |                 |                 |
|  | 25 juillet 1989 |                 | Algérie                | 18 |                 |                 |
|  |                 | Égypte          | 17                     |    |                 |                 |
|  | Égypte          | Égypte          | 17                     | 21 |                 |                 |
|  | Égypte          |                 |                        | 21 |                 |                 |
|  | Tunisie         | 20              |                        |    |                 |                 |
|  | Tunisie         | 20              | Match pour la 3e place |    |                 |                 |
|  |                 |                 |                        |    |                 |                 |
|  | 26 juillet 1989 |                 |                        |    |                 |                 |
|  |                 |                 |                        |    |                 |                 |
|  | Tunisie         | 19              |                        |    |                 |                 |
|  | Tunisie         | 19              |                        |    |                 |                 |
|  | RP Congo        | 18              |                        |    |                 |                 |
|  | RP Congo        | 18              |                        |    |                 |                 |

### Demi-finales
Les résultats des demi-finales sont :
| 25 juillet 1989 17h 30 | Algérie                  | 18 – 13 | RP Congo | salle Harcha Hassen, Alger Affluence : 7 000 Arbitrage : Abdelatif El Kouche, Abdelghani Gazouli |
| 25 juillet 1989 17h 30 | Bouhalissa & Belhocine 5 | (8 – 7) | Bocko 7  | salle Harcha Hassen, Alger Affluence : 7 000 Arbitrage : Abdelatif El Kouche, Abdelghani Gazouli |
| 25 juillet 1989 17h 30 | ×1 ×0                    |         | ×5 ×0    | salle Harcha Hassen, Alger Affluence : 7 000 Arbitrage : Abdelatif El Kouche, Abdelghani Gazouli |

- Algérie : Boussebt (GB), Ouchia (GB), Bouhalissa (5), Azeb (2), Doballah, Belhocine (5), Bouchekriou (), Bouanik (2), Bendjemil (1), Lecheheb (1), Benmeghssoula (1), Boudrali (1, ). Entraineur : Derouaz.
- RP Congo : Malenga (GB), Miantoudila (GB), Massamba (2, ), Poyiti (2), Bocko (7, ), Inanion, Wilson (1), Mokyama, Boulingui (1), Makino (), Mahongon (2, ), Levoud, Nikongo (). Entraineurs : N'Kodiya Itssala.

| 25 juillet 1989 17h 30 | Égypte     | 21 – 20   | Tunisie     | salle Belaaredj, Boumerdès Arbitrage : Boubacar N'Day, Moussi Sick Say |
| 25 juillet 1989 17h 30 | El-Sayed 5 | (11 – 11) | Belhareth 6 | salle Belaaredj, Boumerdès Arbitrage : Boubacar N'Day, Moussi Sick Say |
| 25 juillet 1989 17h 30 | ×2 ×5 ×0   |           | ×1 ×4 ×0    | salle Belaaredj, Boumerdès Arbitrage : Boubacar N'Day, Moussi Sick Say |

- Égypte : Aymen Salah (GB), Bessam El Sobky (GB), Aymen El Shamed (2, ), Ali Abou Al Ala (2), Hossem Gharib (4, ), Amir Abou El-Fateh, Assr El Gossabi (1), Yasser Hassen Lebib (2, ), Ahmed Debes (), Alaa El-Sayed (5, ), Ahmed Belal (1, ), Mohamed Achour (4). Entraineur : Gamel Shamseddine.
- Tunisie : Benyagouta (GB), Nait El Gaid (GB), Zouabi (1, ), Khemissi (2, ), El Mouatemiri (), Benkhaled (4), Mechmech, Belhareth (6), Laaribi (2, ), Benamir (2), Klay (3), Khaladi. Entraineur : Sayed Ayari.

### Match pour la3eplace
Le match pour la 3e place a vu la Tunisie s'imposer 19 à 18 face au Congo,,
| 26 juillet 1989 18h | Tunisie  | 19 – 18  | RP Congo | Salle Harcha Hassen, (Alger) Arbitrage : Tacine Hassen et Boutaghen abdeslem |
| 26 juillet 1989 18h | Fenina 6 | (11 – 9) | Bocko 4  | Salle Harcha Hassen, (Alger) Arbitrage : Tacine Hassen et Boutaghen abdeslem |
| 26 juillet 1989 18h | ×1       |          | ×1       | Salle Harcha Hassen, (Alger) Arbitrage : Tacine Hassen et Boutaghen abdeslem |

- Tunisie : Nait El Gaid (GB), Benyagouta (GB), Zouabi (2), El Mouatemiri, Benkhaled (1), Mechemèch (4), Benhareth (2, ), El Aribi, Bensamir (1), El Kalai (2), Fnina (6), Khalladi (1). Entraineur : Sayed Ayari
- RP Congo : Malenga (GB), Miantoudila (GB), Massamba (4), Nongo (3), Bouiti (1), Bocko (4, ), Mokyama (), Boulingui (2), Makino (2), Tarantssan, Mahongon (2). Entraineurs : N'Kodia, Itssala

### Finale
La finale a vu l'Algérie s'imposer 18 à 17 face à l' Égypte, :
| 27 juillet 1989 18h | Algérie     | 18 – 17 | Égypte            | Salle Harcha-Hacène, (Alger) Affluence : 7 000 Arbitrage : Mossa Seck et Babacar N'Daye |
| 27 juillet 1989 18h | Omar Azeb 5 | (6 – 8) | Hassen et Belal 5 | Salle Harcha-Hacène, (Alger) Affluence : 7 000 Arbitrage : Mossa Seck et Babacar N'Daye |
| 27 juillet 1989 18h | ×2 ×0       |         | ×4 ×0             | Salle Harcha-Hacène, (Alger) Affluence : 7 000 Arbitrage : Mossa Seck et Babacar N'Daye |

| Algérie                           |                            |      |              |
| no                                | Joueurs                    | Buts | Sanctions    |
| 16                                | Mourad Boussebt            | (GB) |              |
| 12                                | Kamel Ouchia               | (GB) |              |
| 3                                 | Kamel Akkeb                | 2    |              |
| 5                                 | Omar Azeb                  | 5    | Carton jaune |
| 6                                 | Mustapha Doballah          | -    | Suspension   |
| 7                                 | Djaffar Belhocine          | 2    |              |
| 8                                 | Salah Bouchekriou          | 2    |              |
| 10                                | Abdelkrim Bendjemil        | 3    |              |
| 11                                | Fethnour Lacheheb          | -    |              |
| 13                                | Abdeslam Benmaghsoula      | 1    | Suspension   |
| 14                                | Zine Eddine Mohamed Seghir | 1    |              |
| 15                                | Brahim Boudrali            | 2    | Carton jaune |
| Entraîneur : Mohamed Aziz Derouaz |                            |      |              |

| Égypte                   |                       |      |                                        |
| no                       | Joueurs               | Buts | Sanctions                              |
| 7                        | Aymen El-Shamed       | (GB) |                                        |
| 12                       | Bassem El-Sobky       | (GB) |                                        |
| 15                       | Alaa El-Sayed         | 2    |                                        |
| 4                        | Hossam Gharib         | 3    | Carton jaune                           |
| 9                        | Yasser Hassen Lebib   | 5    | Suspension · Suspension                |
| 16                       | Aymen Salah El-Chahid | 2    | Carton jaune · Suspension · Suspension |
| 17                       | Ahmed Belal (en)      | 5    | Carton jaune                           |
| 10                       | Khaled Hassen         | -    |                                        |
| 19                       | Mohamed Ashour        | -    | Carton jaune                           |
| 18                       | Ahmed Abdelmaged      | -    |                                        |
| 14                       | Ahmed Debes (en)      | -    |                                        |
| 5                        | Amir Abou El-Fateh    | -    |                                        |
| Entraîneur : Gamel Shems |                       |      |                                        |

### Match pour la5eplace
| 25 juillet 1989 17h00 | Maroc                 | 28 – 20   | Côte d'Ivoire | Salle OMS - mostafa chiraf (Boufarik) Arbitrage : M'Gola et M'Walay |
| 25 juillet 1989 17h00 | Abdelkrim Adloune (8) | (15 – 10) | Atokba 11     | Salle OMS - mostafa chiraf (Boufarik) Arbitrage : M'Gola et M'Walay |

- Maroc : Boudjenouni, Benhocine, Mohamed Ben Noua, Abdelkrim Adloune (8), Abdel Rahim El Boudrai (3), Hamou Aït Ata (1), Abdelkrim Krimeche (1), Karim Benhadioui (1), Nouredine Meryoud, Karim Khouri, Mosadek Berri, Guenoun (7), Kamel. Entraineur : Abdelkebir El Aitaoui.
- Côte d'Ivoire : Akbarodji (2), Sigo (1), Fahisako (1), Kouami (1), Itiene (1), Atokba (11), Koko, Bosso, Koni, Akba (3). Entraineur : Tihirodjen.

### Match pour la6eplace
| 26 juillet 1989 17h00 | Côte d'Ivoire    | 22 – 21   | Angola          | Salle Mohamed-Belaredj, (Boumerdès) Arbitrage : Yakoyo et Simoyone |
| 26 juillet 1989 17h00 | Atokiya Lolo (8) | (13 – 11) | trois joueurs 4 | Salle Mohamed-Belaredj, (Boumerdès) Arbitrage : Yakoyo et Simoyone |

- Côte d'Ivoire : Nyomday, Kouassi, Pierr Kssomire, Karim Mako (1), Konam, Atokiya Lolo (8), Koni, Sirbo (2), Akba (4), Kamil Kouassi (2), Konali Guehe, Etien (3). Entraineur : Tihirojan .
- Angola : Antoni Sora, Sergio, Armando Ferreira, Paulo Bunze (4), João Cruz (4), Silva Pedro (2), Victor Lemos (2), Pidro Godinho (4), Koraty (3), Sergio Hamonil Costa (2), João N'Zadi. Entraineur : Dietrich Liman ou Dieter Lienmann

## Bilan

### Classement final
Le classement final de la compétition est:
| Rang                        | Nation        | J       | G       | N       | P       | Bp      | Bc      | Diff    |
| --------------------------- | ------------- | ------- | ------- | ------- | ------- | ------- | ------- | ------- |
| Médaille d'or, Afrique      | Algérie       | 5       | 5       | 0       | 0       | 102     | 80      | +22     |
| Médaille d'argent, Afrique  | Égypte        | 4       | 3       | 0       | 1       | 89      | 81      | +8      |
| Médaille de bronze, Afrique | Tunisie       | 5       | 3       | 0       | 2       | 104     | 89      | +15     |
| 4                           | RP Congo      | 4       | 1       | 0       | 3       | 77      | 80      | -3      |
| 5                           | Maroc         | 4       | 1       | 1       | 2       | 72      | 77      | -5      |
| 6                           | Côte d'Ivoire | 4       | 1       | 0       | 3       | 79      | 97      | -18     |
| 7                           | Angola        | 4       | 0       | 1       | 3       | 81      | 100     | -19     |
| -                           | Nigeria       | Forfait | Forfait | Forfait | Forfait | Forfait | Forfait | Forfait |
| -                           | Tchad         | Forfait | Forfait | Forfait | Forfait | Forfait | Forfait | Forfait |

L'Algérie est qualifiée pour le Championnat du monde 1990 et l'Égypte pour le Championnat du monde B 1989.

### Statistiques générales
- Statistiques des équipes
  - plus grand nombre de buts marqués dans un match : 52 buts lors du match : Algérie - Angola (29-23)
  - plus petit nombre de buts marqués dans un match : 31 buts lors du match : Algérie - RP Congo (18-13)
  - un seul match nul lors du match entre le Maroc et la RP Congo (19-19)
  - 124 penalties ont été sifflés et 90 ont été transformés (72,5 %).
- Statistiques par tour :
  - Tour préliminaire, groupe A : 39,2 buts par match (235 buts en 6 matchs)
  - Tour préliminaire, groupe B : 44,7 buts par match (134 buts en 3 matchs)
  - Demi-finales : 36 buts par match (72 buts en 2 matchs)
  - Matchs de classement (dont finale) : 40,8 buts par match (163 buts en 4 matchs)
  - Total : 40,3 buts par match (604 buts en 15 matchs)
- Meilleures attaques :
  1.  Égypte : 22,3 buts par match (89 buts en 4 matchs),
  2.  Tunisie : 20,8 buts par match (104 buts en 5 matchs),
  3.  Algérie : 20,4 buts par match (102 buts en 5 matchs).
- Meilleures défenses
  1.  RP Congo : 20,0 buts par match (80 buts en 4 matchs),
  2.  Maroc : 19,3 buts par match (77 buts en 4 matchs),
  3.  Algérie : 16,0 buts par match (80 buts en 5 matchs).

### Statistiques individuelles et récompenses
- Meilleur joueur : Abdelkrim Bendjemil ( Algérie)[12]

| Rang | Joueur                | Pays          | Buts |
| ---- | --------------------- | ------------- | ---- |
| 1    | Jalel Ben Khaled      | Tunisie       | 27   |
| 2    | Atokbavi              | Côte d'Ivoire | 26   |
| 3    | Eugène Florence Bocko | RP Congo      | 25   |
| 3    | Adnan Belhareth       | Tunisie       | 25   |
| 5    | Hossam Gharib         | Égypte        | 23   |
| 6    | Djaffar Belhocine     | Algérie       | 19   |
| 6    | Abdelkrim El-Anbri    | Maroc         | 19   |
| 6    | Abderrahim Adloun     | Maroc         | 19   |
| 9    | Victor Linos          | Angola        | 15   |
| 9    | Joao Cruz             | Angola        | 15   |

## Effectifs des équipes

### Algérie
- Kamel Ouchia
- Boubakeur Zermani
- Mourad Boussebt
- Abdelkrim Bendjemil
- Omar Azeb
- Kamel Akkeb
- Abdelkrim Hamiche
- Mahmoud Bouanik
- Abdeslam Benmaghsoula
- Zine Eddine Mohamed Seghir
- Salah Bouchekriou
- Brahim Boudrali
- Fethnour Lacheheb
- Mustapha Doballah
- Djaffar Belhocine
- Abdelhak Bouhalissa

### Égypte
- Aymen El-Shamed (GB)
- Bassem El-Sobky (GB)
- Alaa El-Sayed
- Hossam Gharib
- Yasser Hassen Lebib
- Aymen Salah El-Chahid
- Ahmed Belal (en)
- Khaled Hassen
- Mohamed Ashour
- Ahmed Abdelmaged
- Ahmed Debes (en)
- Amir Abou El-Fateh

Entraîneur
- Gamel Shems

### Tunisie
Nait El Gaid (GB), Benyagouta (GB), Zouabi, Khemissi, El Mouatemiri, Benkhaled, Mechemèch, Benhareth, Laaribi/El Aribi, Bensamir, El Kalai, Fnina, Khalladi.
Entraineur
- Sayed Ayari

### RP Congo
Malenga (GB), Miantoudila (GB), Massamba, Poyiti, Bocko, Inanion, Wilson, Nongo, Bouiti, Mokyama, Boulingui, Makino, Tarantssan, Mahongon, Levoud, Nikongo.
Entraineurs
- N'Kodi(y)a et Itssala

### Maroc
L'effectif du Maroc est :
- Mohamed Belkacemi (GB)
- Benaïssa Boudjoughi
- Noureddine Meryoune
- Hossein Mellouki
- Hamou Aït Hakka
- Mostafa Morino
- Mostafa Berblitt
- Karim Bouhadioui
- Mohamed Nedro
- Abderahim Al-Abdi
- Mohamed Benazzine
- Kamel El-Anbri
- Mohamed Krimeche
- Mossadek El-Djebiri
- Abderrahim Adloune

Entraineur
- Abdelkébir El-Aitouni.

### Côte d'Ivoire
Entraineur
- Tihirojan ou Tihirodjen.

### Angola
Antoni Sora, Sergio, Armando Ferreira, Paulo Bunze, João Cruz, Silva Pedro, Victor Lemos, Pedro Godinho, Koraty, Sergio Hamonil Costa, João N'Zadi.
Entraineur
- Dietreich Liman ou Dieter Lienmann